# Скоарца (Горж)
Скоарца (рум. Scoarța) — село у повіті Горж в Румунії. Адміністративний центр комуни Скоарца.
Село розташоване на відстані 217 км на захід від Бухареста, 15 км на схід від Тиргу-Жіу, 81 км на північ від Крайови.

## Населення
За даними перепису населення 2002 року у селі проживали 685 осіб, з них 684 особи (99,9%) румунів. Рідною мовою 684 особи (99,9%) назвали румунську.